# Dănuț Lupu
Dănuţ Lupu (27 de fevereiro de 1967) é um ex-futebolista romeno que competiu na Copa do Mundo de 1990.